# Weimarska Republika
Weimarska Republika (njem. Weimarer Republik) je od povjesničara kasnije dan naziv za njemačku državu nastalu nakon Prvog svjetskog rata. Službeni naziv te države je bio Njemački Reich (njem. Deutsches Reich). Na izborima početkom 1919. SPD (socijaldemokrati) nemaju apsolutnu većinu pa su prisiljeni ući u koaliciju s DDP (demokratska stranka) i katolicima kako bi sastavili vladu. To je tzv. Weimarska koalicija koja je i tvorac Weimarskog ustava donesenog u kolovozu 1919. u malom gradu Weimaru. Dakle, ukinuvši monarhiju parlament je proglasio federativnu republiku sastavljenu od 17 saveznih zemalja.

## Kontrolirana revolucija
Od 1916. pa nadalje Njemačkim Carstvom iz 1871. uspješno je vladala vojska, vođena od strane Oberste Heeresleitung (OHL, vrhovnog vojnog zapovjedništva) s vrhovnim zapovjednikom Paulom von Hindenburgom. Kada je postalo jasno da je Prvi svjetski rat izgubljen, vrhovno zapovjedništvo (OHL) je zahtijevalo da se uspostavi civilna vlada. Svaki pokušaj da se rat nastavi, nakon što je Bugarska napustila Centralne sile, samo bi uzrokovao da dijelovi njemačkog teritorija budu okupirani. Novi Reichskanzler princ Maksimilijan Badenski stoga je ponudio primirje američkom predsjedniku Woodrowu Wilsonu 3. listopada 1918. Nadalje 28. listopada 1918., ustav iz 1871. je izmijenjen da bi od Reicha napravio parlamentarnu demokraciju, koja nije postojala pola stoljeća: ubuduće je kancelar bio odgovoran Reichstagu, a ne caru kao do tada.
Tadašnji plan da se Njemačka preoblikuje u ustavnu monarhiju, sličnu Ujedinjenom Kraljevstvu, ubrzo je zastario, jer je zemlja klizila u stanje potpunog kaosa. Njemačka je bila preplavljena vojnicima koji su se vraćali s bojišta, mnogi od njih bili su ranjeni, bilo to fizički ili psihički. Nasilje je bilo rašireno, počele su izbijati masovne tučnjave između ekstremno ljevičarsko i desničarsko nastrojenih ljudi i pokreta.
Pobuna je izbila kada je 29. listopada vojska bez suglasnosti vlade naredila pokret njemačkoj floti – pokret koji ne samo da je bio potpuno beskoristan, već je bilo sigurno da bi zaustavio i mirovne pregovore. Kada je vojska uhitila oko 1000 pobunjenih mornara i dala ih prebaciti u Kiel, lokalna buna pretvorila se u globalnu pobunu koja se brzo raširila po većem dijelu Njemačke. Drugi mornari, a onda i radnici, solidarizirali su se s uhićenima te su započeli birati radničke i vojne zapovjednike, po modelu sovjeta iz Ruske revolucije 1917. i preuzeli su vojnu i civilnu vlast u mnogim gradovima. 7. studenog revolucija je stigla do Münchena, i Ludvig III. Bavarski je pobjegao.
U početku su zahtjevi bili skromni. Tražili su da se uhićeni mornari puste. Za razliku od Rusije, godinu dana ranije, njemačke radnike nije kontrolirala komunistička partija. Ipak, zbog nastanka Sovjetskog Saveza, revolucija je veoma zastrašila vrhovnu vlast i srednje klase. Zemlja je bila na rubu da postane socijalistička republika.
U to vrijeme političko predstavništvo radničke klase bilo je podijeljeno. Jedna frakcija se odvojila od socijaldemokrata, nazvavši sebe "nezavisnim socijal-demokratima" (USPD, od Unabhängige Sozialdemokratische Partei Deutschlands), i oni su težili prema socijalističkom sistemu. Kako ne bi izgubila utjecaj, preostala "većina socijal-demokrata" (MSPD, oni koji su podržavali parlamentarni sistem) odlučila se staviti na čelo pokreta. 7. studenog socijal-demokrati su zahtijevali da car Vilim II. abdicira (odstupi s vlasti). 9. studenog 1918. Philipp Scheidemann je proglasio republiku s balkona zgrade Reichstaga u Berlinu, dva sata prije nego što je Karl Liebknecht proglasio socijalističku republiku dva kilometra dalje s berlinske gradske palače.
Ipak, 9. studenog veoma kontroverznim činom državni kancelar (Reichskanzler) princ Maximilian Badenski prenio je svoju vlast Friedrichu Ebertu, vođi MSPD-a. Bilo je jasno da ovaj čin neće biti dovoljan da zadovolji mnoštvo, pa je, dan kasnije, sazvana revolucionarna vlada zvana "Vijeće narodnih predstavnika" (Rat der Volksbeauftragten). Ona se sastojala od po tri člana MCPD-a i USPD-a. Ebert je predvodio MSPD, a Hugo Haase USPD. Iako je novu vladu priznao berlinski radnički i vojnički savez, suprotstavila joj se Spartakistička liga koju su predvodili Rosa Luxemburg i Karl Liebknecht. Ebert je sazvao nacionalni kongres saveza, koji se održao od 16. do 20. prosinca 1918., i u kome je MSPD imao većinu. Ebert je stoga uspio raspisati brze izbore za nacionalnu skupštinu kako bi napravio ustav za parlamentarni sistem, marginalizirajući pokret koji je pozivao na socijalističku republiku.
Da bi omogućio svojoj tek nastaloj vladi da održi kontrolu u zemlji, Ebert je sklopio pakt s vrhovnom vojnom komandom, koju je sada vodio Ludendorffov nasljednik general Wilhelm Groener. Pakt Ebert-Groener je u osnovi propisivao da vlada neće pokušavati reformirati vojsku, dok se vojska zaklinjala da će štititi vladu. S jedne strane, ovaj dogovor je simbolizirao prihvaćenost nove vlade od strane vojske, ublažavajući brige u srednjim klasama; a s druge strane, smatran je izdajom radničkih interesa od strane lijevog krila, te je uspostavljao vojsku kao nezavisnu i konzervativnu grupu u Weimaru, koja će imati veliki utjecaj nad sudbinom republike. Ovaj pakt je predstavljao jedan od nekoliko koraka koji su doveli do permanentne podjele među političkim predstavnicima radničke klase u SPD i komuniste.
Podjela je postala konačna kada je Ebert pozvao OHL da pošalje trupe da uguše novu pobunu vojnika u Berlinu 23. studenog 1918., u kojoj su pobunjeni vojnici zarobili gradonačelnika i zatvorili državnu upravu (Reichskanzlei) u kojoj je boravio savez narodnih predstavnika. Gušenje pobune bilo je oštro, uz nekoliko mrtvih i ranjenih. Pobuna je uzrokovala odvajanje lijevog krila od MSPD, koji je s njihovog stajališta surađivao s kontra-revolucionarnom vojskom kako bi suzbio revoluciju. Zato je USPD napustio savez narodnih predstavnika poslije samo sedam tjedana. Razdor se produbio kada je u prosincu formirana Komunistička partija Njemačke (KPD) od strane određenih grupa s lijevog krila, uključujući lijevo krilo USPD-a i grupu Spartakus.
U siječnju su daljnje krvave pokušaje uspostavljanja proleterske diktature od strane radnika na ulicama ugušile paravojne Freikorps-jedinice (prev. slobodne trupe), sastavljene od vojnika dobrovoljaca. Ovo je kulminiralo ubojstvom Rose Luxemburg i Liebknehta, 15. siječnja. Uz podršku Eberta, ubojicama nije suđeno pred civilnim, već pred vojnim sudom, što je dovelo do veoma blagih kazni. Ovo naravno nije doprinijelo Ebertovoj popularnosti na lijevom krilu.
Izbori za nacionalnu skupštinu (Reichstag) održani su 19. siječnja 1919. U ovo doba nove stranke lijevog krila, uključujući USPD i KPD, jedva su se bile sposobne organizirati, što je većinu mjesta u parlamentu donijelo umjerenim snagama. Zbog tekućih borbi u Berlinu, nacionalna skupština je zasjedala u Weimaru, što je budućoj republici i dalo neslužbeno ime. Weimarski ustav je stvorio republiku s polupredsjedničkim sustavom, gdje se Reichstag birao po proporcionalnom predstavljanju.
Za vrijeme debata u Weimaru borbe su se nastavile. Sovjetska republika je proglašena u Münchenu, da bi je ugušili Freikorps i regularne vojne jedinice. No unatoč tome mjestimične borbe su nastavile izbijajati po cijeloj zemlji.
Borbe su trajale i u istočnim pokrajinama Njemačke koje su bile lojalne caru, ali nisu htjele biti dio republike.
Za to vrijeme njemačka delegacija u Francuskoj je potpisivala Versajski mirovni ugovor, prihvativši veliko smanjivanje njemačke vojske, velike reforme i sramotnu "klauzulu o krivici za rat". Adolf Hitler će kasnije kriviti republiku i njenu demokraciju za ovaj sporazum.
Prvi državni predsjednik (Reichspräsident) republike Friedrich Ebert iz MSPD-a potpisao je novi njemački ustav 11. kolovoza 1919.
U ožujku 1920. godine grupica pučista predvođena Wolfgangom Kappom izvela je državni udar i uvela diktaturu. Dotadašnja je vlada pobjegla iz Berlina, a Kapp se postavio za kancelara i sastavio pučističku vladu. Gladan narod je reagirao generalnim štrajkom, a u kombinaciji s prijetnjama Antante pučisti su odustali nakon tri dana.
Zanimljiv je i podatak o dostignućima Weimarske republike. Rejting Njemačke rastao je s međunarodnim uspjesima, pa je tako 1922. u Rapallu potpisan sovjetsko-njemački ugovor (Rapallski ugovor) "uspostava odnosa punog prijateljstva i trgovine". SSSR time izlazi iz vanjskopolitičke izolacije. Također se međusobno odriču potraživanja uključujući i ratnu odštetu.
Ebert umire početkom 1925., a novi predsjednik je znameniti feldmaršal Paul von Hindenburg, kandidat desnice i monarhist.
Nakon nekoliko perioda strašnih ekonomsko-političkih kriza, on 1932. biva ponovo izabran, a iste se godine smjenjuju i kancelari Brunning, Schleicher i Papen.

## Rane godine: Unutrašnji sukob (1919. – 1923.)
Republika je od početka bila pod velikim pritiskom ekstremista i s lijevog i s desnog krila. U suštini ljevičari su optuživali socijal-demokrate za izdaju ideala radničkog pokreta udruživanjem sa snagama stare države umjesto organiziranja komunističke revolucije, dok se desno krilo protivilo demokratskom sustavu jer se zalagalo za očuvanje autoritativne države poput carstva iz 1871. Da bi narušilo kredibilitet republike, desno krilo (posebno vojska) je optuživalo republiku da je odgovorna za poraz Njemačke u Prvom svjetskom ratu. Tu se i stvorila legenda o ubodu u leđa koja je kasnije često korištena u propagandne svrhe i od strane nacista.
13. ožujka 1920. se odigrao Kappov puč, kad je grupa pripadnika Freikorpsa zauzela Berlin i postavila desničarskog novinara Wolfganga Kappa za kancelara nove vlade. Nacionalna vlada je morala pobjeći u Stuttgart, odakle je pozvala na generalni štrajk. Štrajk je u potpunosti blokirao ekonomiju i Kappova je vlada doživjela potpuni slom već 17. ožujka.
Inspiriran uspjehom generalnih štrajkova, podignut je komunistički ustanak u regiji Ruhr 1920., kada je 50.000 ljudi formiralo Crvenu armiju i preuzelo kontrolu nad pokrajinom. Regularna vojska i Freikorps su ugušili ustanak, bez da su primili ikakvo naređenje od vlade. Durge komunističke pobune ugušene su u ožujku 1921. u Saskoj i Hamburgu.
1923. godine republika si više nije mogla priuštiti plaćanje ratne odštete proizišle iz Versajskog sporazuma, te je vlada obustavila isplatu. U odgovoru su francuske i belgijske trupe okupirale Ruhr, njemačku najvažniju industrijsku regiju tog vremena, i preuzele kontrolu nad rudarskim i proizvodnim poduzećima u siječnju 1922. U siječnju 1923. ponovno je stigao poziv na štrajkove i ohrabrivan je pasivni otpor. Štrajkovi su trajali osam mjeseci, što je nanijelo štetu njemačkoj ekonomiji.
Kako je država isplaćivala plaće štrajkašima, tiskan je dodatni novac, što je dovelo do hiperinflacije. Vrijednost marke je pala s 4,2 za američki dolar na 1.000.000 za dolar u kolovozu 1923. i 4.200.000.000.000 za dolar 20. studenog iste godine. 1. prosinca je uspostavljena nova valuta, po tečaju od 1.000.000.000.000. starih maraka za 1 novu marku (Rentenmark). Isplaćivanje reparacija je nastavljeno i Ruhr je vraćen Njemačkoj.
1920. Njemačka radnička stranka je postala Nacistička stranka (NSDAP) i ona će biti glavna snaga koja će dovesti do kolapsa Weimarske Republike. Hitler je postao predsjednik stranke u srpnju 1921. Jurišni odredi (Sturmabteilung) su uspostavljeni u studenom 1921. i oni će djelovati kao Hitlerova osobna vojska u njegovoj borbi za vlast. Nadalje je 8. studenog 1923. Hitler u pratnji Ericha Ludendorffa i Hermanna Göringa izveo puč u pivnici Bürgerbräukeller u Münchenu, gdje se nalazio bavarski premijer Gustav von Kahr zajedno s vodećim bavarskim političarima. Hitler i Ludendorff proglasili su novu vladu i planirali preuzeti kontrolu u Münchenu sljedećeg dana. No policija je idućeg jutra krvavo zaustavila marš 2.000 djelomično naoružanih demonstranata pred minhenskom Feldherrenhalle i Hitler je uhićen i osuđen na 5 godina zatvora. Kazna je bila minimalna za taj vid optužbe, a Hitler je odležao svega 9 mjeseci prije nego što je pušten.
Poslije neuspjeha Pivskog puča, uhićenja i puštanja na slobodu, Hitler se fokusirao na legalne metode sticanja vlasti.

## Stresemannova zlatna era (1923. – 1929.)
Gustav Stresemann je bio kancelar Njemačke tijekom kratkog perioda 1923., također služio je kao ministar vanjskih poslova od 1923. do 1929. Ovo je bio period relativne stabilnosti za Weimarsku republiku tijekom kojeg je bilo manje pobuna i izgledalo je da se ekonomija počinje oporavljati.
Stresemannov prvi potez je bilo izdavanje nove valute, zlatne marke, kako bi zaustavio ekstremnu hiperinflaciju koja je gušila njemačko društvo i ekonomiju. Ovaj potez bio je uspješan jer je Stresemann uporno odbijao tiskati dodatni novac – što je bio početni uzrok inflatorne spirale. Kako bi dodatno stabilizirao ekonomiju, smanjio je potrošnju i birokraciju. Tijekom ovog perioda je također stvoren Davisov plan, koji je povezivao isplate odštete sa sposobnošću njemačke ekonomije da ih isplaćuje. Njemačka je primljena u Ligu Naroda, napravljeni su dogovori o zapadnoj granici, potpisan sporazum o nenapadanju s Rusijom i zaustavljeno je razoružavanje.
Ipak, ovaj proces je financiran pozajmicama iz inozemstva, što je povećavalo državni dug, dok je ukupna trgovina opadala, a nezaposlenost rasla.
Reforme koje je sproveo Stresemann nisu utjecale na dubinske slabosti Weimarske Njemačke, već su samo dale privid stabilne demokracije. Stresemannova smrt 1929. je označila kraj "zlatne ere" Weimarske Republike.

## Slom Weimarske Republike i dolazak Hitlera na vlast
Posljednje godine Weimarske republike su bile čak politički nestabilnije nego prethodne godine. 29. ožujka 1930. Paul von Hindenburg je postavio financijskog stručnjaka, Heinricha Brüninga, za nasljednika kancelara Müllera poslije nekoliko mjeseci političkog lobiranja od strane generala Kurta von Schleichera u ime vojske. Od nove vlade se očekivalo da napravi politički zaokret prema konzervatizmu, baziran na izvanrednim povlasticama koje je ustav omogućavao predsjedniku, iako nije imao većinsku podršku u Reichstagu.
Kako nepopularni financijski zakon nije dobio podršku u Reichstagu, Hindenburg ga je donio kao dekret baziran na članku 48. ustava. 18. srpnja 1930. zakon je ponovo ukinut tankom većinom u parlamentu uz podršku SPD-a, KPD-a, tada malih NSDAP-a i DNVP-a. Odmah potom je Brüning predao Reichstagu predsjednički dekret u kome se on raspušta.
Opći izbori za Reichstag koji su uslijedili 14. rujna 1930. donijeli su ogromnu promjenu u političkim snagama: 18,3 % glasova je otišlo nacistima, što je pet puta veći postotak nego 1928. Ovo je imalo razorne posljedice po republiku. Nije više bilo većine u Reichstagu, čak ni za veliku koaliciju umjerenih partija, i to je ohrabrilo pristalice NSDAP-a da iznesu svoje zahtjeve za vlašću, povećavajući nasilje i teror. Poslije 1930. republika je sve više klizila u stanje građanskog rata.
Od 1930. do 1932. Brüning je pokušavao urediti razorenu državu bez većine u parlamentu, vladajući pomoću hitnih predsjedničkih dekreta. U ovo vrijeme je velika depresija dostigla vrhunac. U skladu s liberalnom ekonomskom teorijom koja tvrdi da će manja javna potrošnja postići ekonomski rast, Brüning je drastično srezao državne troškove, uključujući socijalni sektor. Očekivao je i prihvatio da će ekonomska kriza jedno vrijeme biti pogoršana, prije nego što se stvari poprave. Treći Reich je, između ostalog, u potpunosti zaustavio sve javne izdatke za obavezno osiguranje za nezaposlene (koje je uspostavljeno 1927.), što je rezultiralo većim doprinosima radnika i manjim beneficijama za nezaposlene. Ovo je naravno bila veoma nepopularna mjera. Ekonomski pad je trajao do 1932. kada su se pojavile prvi indikacije oporavka. Ipak, do tada je Weimarska republika izgubila sav kredibilitet među većinom Nijemaca. Dok se naučnici ne slažu u ocjeni Brüningove politike, može se reći da je ona dovela do propadanja Republike. Još uvijek je dvojbeno jesu li u tom trenutku postojale alternative. 30. svibnja 1932. Brüning je dao ostavku jer nije više imao Hindenburgovu podršku. Pet tjedana ranije, Hindenburg je opet bio izabran za predsjednika, uz aktivnu Brüningovu podršku, a protukandidat mu je bio Hitler (predsjednik je, za razliku od kancelara, bio direktno biran).
Hindenburg je tada postavio Franza von Papena za novog kancelara. Von Papen je imao podršku Hitlera, ali po cijenu serije zahtjeva:
- Reichstag morao biti ponovo raspušten kako bi bili raspisani novi izbori.
- Zabrana Jurišnih odreda, donesena nakon uličnih nemira, morala je biti povučena.
- Socijal-demokratska Pruska vlada morala je biti raspuštena hitnim dekretom.

Opći izbori održani 31. svibnja 1932. donijeli su 37,2% glasova NSDAP-u, što ju je učinilo najvećom strankom u Reichstagu. Hitler je sada zahtijevao da bude postavljen za kancelara, što je Hindenburg odbio 19. kolovoza 1932. Ipak, nije postojala većina u parlamentu ni za jednu vladu, pa je zbog toga parlament opet raspušten i još jednom su raspisani novi izbori u nadi da će rezultirati stabilnom većinom.
Međutim, to se nije dogodilo. Izbori od 6. studenog 1932. su donijeli 33,0% glasova nacistima (dakle izgubili su 4%). Franz von Papen je dao ostavku i na mjestu premijera ga je naslijedio general von Schleicher 3. prosinca. Njegov smjeli plan je bio da skupi većinu u Reichstagu ujedinivši trgovačke unioniste lijevog krila iz raznih stranaka, uključujući struju NSDAP-a koju je vodio Gregor Strasser. Ni ovo nije bilo uspješno.
4. siječnja 1933. Hitler se tajno sastao s von Papenom u kući kölnskog bankara, Kurta von Schrödera. Oni su se dogovorili da formiraju zajedničku vladu u kojoj su osim Hitlera samo dva pripadnika nacističke stranke trebali biti članovi vlade (Wilhelm Frick kao ministar unutrašnjih poslova i Hermann Göring kao premijer Pruske), a von Papen bi bio Hitlerov zamjenik kancelara. U novi kabinet je ušao utjecajni medijski mogul, Alfred Hugenberg, koji je u to vrijeme bio predsjednik DNVP (također desničarske stranke).
Hindenburg je postavio Hitlera za novog kancelara 30. siječnja 1933. Iako je bio protiv nacista, i iako je porazio Hitlera na izborima za predsjednika, složio se s von Papenovom teorijom, da se uz opadajuću podršku nacistima u narodu, Hitler može kontrolirati kao kancelar. Ovaj datum koji je nacistička propaganda nazvala Machtergreifung (sticanje moći), se smatra početkom nacističke Njemačke.

## Razlozi za slom Republike
Zašto je Weimarska republika imala tako katastrofalan kraj i ustupila mjesto nacističkoj diktaturi, i danas je tema mnogobrojnih rasprava. S jedne strane Hitler je postao kancelar legalno, kroz mehanizme postavljene ustavom, i NSDAP je osvojila relativnu većinu u parlamentu na dva izbora 1932. S druge strane Hitler je postavljen za premijera u trenutku kada je bilo jasno da njegova stranka nije imala dovoljnu moć da preuzme vlast.
Stručnjaci su davali razne razloge i ovisno od osobnog političkog stajališta, jedna analiza daje prednost jednom setu razloga, druga analiza drugom. Situacija se na određeni način još više zakomplicirala činjenicom da su tijekom hladnog rata povijesne analize u određenom stupnju bile zamagljene pokušajima da se opravdaju određene ideologije.
Osim toga, potpuno je hipotetička tvrdnja da je nacizam mogao biti izbjegnut da su određene odluke bile drugačije. Utjecaj na rast popularnosti nacizma je imao čitav splet činjenica – jedna od njih je i bila visoka ratna odšteta koja je Njemačkoj nametnuta od strane sila pobjednica u Prvom svjetskom ratu. Još tijekom Versajske konferencije su određeni stručnjaci izražavali zabrinutost kako bi zbog plaćanja visoke ratne odštete mogle ojačati ekstremne struje u Njemačkoj.
Razlozi za jačanje nacizma, između ostalih, su i oni ekonomskog te institucionalnog i osobnog karaktera.

### Ekonomski problemi
Weimarska republika je imala neke od najozbiljnijih ekonomskih problema koje su ikada iskusile zapadne države. Neobuzdana hiperinflacija, visoka stopa nezaposlenosti i veliki veliki pad životnog standarda (kada se usporedi s onim prijeratnim), bili su glavni ekonomski razlozi kolapsa Republike. Do velike depresije 30-ih godina, institucija republike kao takve je okrivljavana za većinu ekonomskih problema. Ovo se može zaključiti ako se promotre izborni rezultati, gdje su političke stranke koje su se borile protiv republike (zajedno lijevo i desno krilo) učinile demokratsku većinu u parlamentu nemogućom.
U ovom kontekstu, Versajski ugovor su Nijemci smatrali kažnjavajućim (što je u određenoj mjeri i bio) i degradirajućim dokumentom, koji ih je prisilio da predaju zone bogate resursima i da plate veliku odštetu. Ove kaznene naknade su uzrokovale veliko zaprepaštenje i bijes njemačkog naroda. Stvarnu ekonomsku štetu koju je Versajski ugovor nanio Njemačkoj nije baš lako utvrditi. Iako su službene naknade koje je Njemačka morala platiti bile značajne, u stvarnosti je ona platila samo mali dio svoga duga[nedostaje izvor]. Ustvari, više je novca ušlo u Njemačku od savezničkih zajmova, nego što je Njemačka platila putem naknada[nedostaje izvor]. Ipak, naknade su štetile Njemačkoj ekonomiji, jer su obeshrabrivale zajmove, i stoga primoravale Weimarsku vladu da financira deficit tiskajući novac – što je dovelo do hiperinflacije.
Danas se većina povjesničara slaže da su mnoge industrijske vođe poistovjećivale republiku s radničkim sindikatima i socijal-demokratima, jer su oni uspostavili socijalne nagodbe iz 1918./1919. Ali iako su neki vidjeli Hitlera kao sredstvo da se ovo prekine, ipak nisu svi oni podržavali nacizam u cijelosti, te su Hitlera smatrali samo prelaznim rješenjem u njihovom nastojanju da se ukine republika. Sama Njemačka je bila nestabilna i prije nego što su određene industrijske vođe podržale Hitlera. Dalje, podrška industrijalaca, sama po sebi, nije bila dovoljna da se objasni podrška koju je Hitler imao u velikim dijelovima populacije, što je podrazumijevalo i mnoge radnike koji su se okrenuli od lijevih stranaka.

### Institucionalni problemi
Opće je stajalište da je ustav iz 1919. imao veliki broj fundamentalnih slabosti, koje su uspostavljanje diktature učinile suviše lakim. Pitanje je je li bi drugačiji ustav spriječio Treći Reich je još uvijek dvojbeno, no u svakom slučaju zapadnonjemački ustav iz 1949. je prihvatio ovaj prigovor, i može se u velikoj mjeri promatrati kao snažna reakcija na ove mane.
Institucija predsjednika države (Reichspräsident) je često bila nazivana terminom republikanski car (Ersatzkaiser) – pokušaj da se zamijeni car koji je abdcirao 1918. s autoritarnom institucijom slične snage. Ovo je najvidljivije u članku 48. ustava koji je predsjedniku davao ovlaštenja da "poduzme sve neophodne korake" ako su "javni red i sigurnost ozbiljno narušeni ili u opasnosti". Iako je planiran samo kao izvanredna klauzula, ovaj član je korišten u mnogo prilika, čak i prije 1933. kako bi se izdali dekreti bez podrške parlamenta; i učinio je Gleichschaltung lakšim. Na primjer, dekret o požaru u zgradi Reichstaga je izdan na bazi članka 48.
Upotreba gotovo čistog proporcionalnog predstavljanja je značila da je bilo koja stranka s malom podrškom mogla ući u državni parlament. Ovo je dovelo do velikog broja malih stranaka, od kojih su neke imale ekstremističke ideologije te im je dozvoljeno im da izgrade političku bazu unutar sustava.
Reichstag je imao vlast ukloniti kancelara, čak i ako poslanici nisu sposobni da se dogovore oko njegovog nasljednika. Ova destruktivna odredba je dovela do toga da dođe do brze promjene velikog broja kancelara i političke nestabilnosti republike. Kao rezultat, ustav iz 1949. (Grundgesetz) utvrđuje da kancelar može biti smijenjen samo ako se u isto vrijeme izabere njegov nasljednik.
Weimarska Republika je bila građansko-demokratska republika, kao takva je predstavljala veliki jastuk za mekano prizemljenje i oporavak opustošene države. Oporavak koji je kasnije stvorio uvjete za pojavu fašizma koji je i uništio Weimarsku republiku.

## Reference (en.wiki)
- Abraham, David The Collapse of the Weimar Republic: Political Economy and Crisis (2nd. Edition) New Jersey; Holmes & Meier Publishers, 1986 ISBN 0-8419-1084-7.
- Allen, William Sheridan The Nazi seizure of Power: the experience of a single German town, 1922-1945 New York; Toronto: F. Watts, 1984 ISBN 0-531-09935-0.
- V.R. Berghahn Modern Germany, Cambridge, UK; Cambridge University Press, 1982 ISBN 0-521-34748-3
- Bookbinder, Paul Weimar Germany: the Republic of the Reasonable, Manchester, UK: Manchester University Press, 1996. ISBN 0-7190-4286-0.
- Bracher, Karl Dietrich Die Aufloesung der Weimarer Republik; eine Studie zum Problem des Machtverfalls in der Demokratie Villingen: Schwarzwald, Ring-Verlag, 1971.
- Broszat, Martin Hitler and the Collapse of Weimar Germany, Leamington Spa; New York: Berg: Distributed exclusively in the US by St. Martin's Press, 1987 ISBN 0-85496-509-2.
- Childers, Thomas The Nazi Voter: The Social Foundations of Fascism in Germany, 1919-1933, Chapel Hill: University of North Carolina Press, 1983 ISBN 0-8078-1570-5.
- Craig, Gordon A. Germany 1866-1945 (Oxford History of Modern Europe), Oxford: Oxford University Press, 1980, ISBN 0-19-502724-8.
- Dorpalen, Andreas Hindenburg and the Weimar Republic, Princeton, N.J.: Princeton University Press, 1964.
- Feuchtwanger, Edgar From Weimar to Hitler: Germany, 1918-33, London: Macmillan, 1994, 1993 ISBN 0-333-27466-0.
- Gay, Peter Weimar Culture: The Outsider as Insider, New York, Harper & Row 1968.
- Gordon, Mel Volutpuous Panic: The Erotic World of Weimar Berlin, New York, Feral House 2000.
- Hamilton, Richard F. Who Voted for Hitler?, Princeton, N.J.: Princeton University Press, 1982 ISBN 0-691-09395-4
- James, Harold The German Slump: Politics and Economics, 1924-1936, Oxford, Oxfordshire: Clarendon Press, 1986 ISBN 0-19-821972-5.
- Kaes, Anton Kaes; Jay, Martin; Dimendberg, Edward (editors) The Weimar Republic Sourcebook, Berkeley: University of California Press, 1994 ISBN 0-520-06774-6.
- Kolb, Eberhard The Weimar Republic translated from the German by P.S. Falla London: Unwin Hyman, 1988 ISBN 0-04-943049-1.
- Mommsen, Hans From Weimar to Auschwitz translated by Philip O'Connor Princeton, N.J.: Princeton University Press, 1991 ISBN 0-691-03198-3.
- Nicholls, Anthony James Weimar And The Rise Of Hitler, New York: St. Martin's Press, 2000 ISBN 0-312-23350-7.
- Peukert, Detlev The Weimar Republic: the Crisis of Classical Modernity, New York: Hill and Wang, 1992. ISBN 0-8090-9674-9.
- Turner, Henry Ashby Hitler's Thirty Days To Power: January 1933, Reading, Mass.: Addison-Wesley, 1996 ISBN 0-201-40714-0.
- Turner, Henry Ashby German Big Business and the Rise of Hitler, New York: Oxford University Press, 1985 ISBN 0-19-503492-9.
- Wheeler-Bennett, Sir John The Nemesis of Power: German Army in Politics, 1918-1945, New York: Palgrave Macmillan Publishing Company, 2005. ISBN 1-4039-1812-0.
- Edgar Ansel Mowrer, Germany Puts The Clock Back, John Lane The Bodley Head, London, 1933.
- ———. Triumph and Turmoil, George Allen & Unwin, 1970.
- Arthur Rosenberg A History of The German Republic, Methuen, London, 1936.

## Vanjske poveznice
- Weimarski ustav  Arhivirana inačica izvorne stranice od 22. ožujka 2021. (Wayback Machine)
- PSM Data Bank
- www.documentarchiv.de/wr.html